# Ponte Branca
Ponte Branca es un municipio brasilero del estado de Mato Grosso. Se localiza a una latitud 16° 45’ 51” sur y a una longitud 52° 50’ 00” oeste, estando a una altitud de 424 m s. n. m.. Su población estimada en 2004 era de 1980 habitantes.
Posee un área de 6904,71 km².
Ponte Branca hace frontera con 
Araguainha (Mato Grosso), a 30 km;
Ribeiraozinho (Mato Grosso), a 50 km;
Mineiros (Goiás), a 120 km y 
está a 485 km de Cuiabá.